# وزن الديك (فنون القتال المختلطة)
وزن الديك (بالإنجليزية: Bantamweight) هي فئة وزن في فنون القتال المختلطة. بطولة القتال النهائي (UFC) تعتبر المتسابقين الذين تتراوح أوزانهم بين 126–135 رطلاً (61.3 كجم) ضمن هذا الوزن.